# فرودگاه کادهو
فرودگاه کادهو (به انگلیسی: Kadhdhoo Airport) یک فرودگاه همگانی با کد یاتا KDO است که یک باند فرود قیر دارد و طول باند آن ۱۲۲۰ متر است. این فرودگاه در کشور مالدیو قرار دارد و در ارتفاع ۱٫۲ متری از سطح دریا واقع شده است.

## شرکت‌های هواپیمایی و مقصدهای پروازی
| شرکت‌های هواپیمایی | مقصدهای پروازی                                                                  |
| ----------------- | ------------------------------------------------------------------------------- |
| Maldivian         | گن، ابراهیم نصیر، داخلی کاددهو، Kooddoo Airport                                 |
| Flyme             | گن، ابراهیم نصیر، داخلی کاددهو، Kooddoo Airport، Dharavandhoo Airport، مامیگیلی |